# Teki Latex
Pour les articles homonymes, voir Latex.
Teki Latex, est un compositeur, producteur, disc jokey et rappeur français, né Julien Pradeyrol le 8 décembre 1978 dans le 14e arrondissement de Paris. Il est cofondateur du label indépendant de hip-hop/electro Institubes, et est mieux connu actuellement comme cofondateur de la coentreprise Sound Pellegrino, aux côtés de DJ Orgasmic, avec qui il forme le groupe Sound Pellegrino Thermal Team.

## Biographie

### Jeunesse et débuts
Julien Pradeyrol est né le 8 décembre 1978 dans le 14e arrondissement, et a grandi dans le 15e arrondissement de Paris. Il a des origines italiennes. Enfant, ses parents ne possédaient pas de radio ou chaîne hifi, ses premières influences musicales sont donc purement télévisuelles et essentiellement pop : émission télévisée du Top 50 : diffusions des clips de Michael Jackson, Madonna, Cyndi Lauper et Technotronic. Parallèlement, son parcours scolaire s'effectue à l'école bilingue Jeanine Manuel (EABJM). Ses influences sont diverses avec le rap américain (Dr. Dre, Eazy E, OutKast) et français, et l'electro européenne (The Prodigy, Aphex Twin et Squarepusher)[réf. nécessaire].
En 1996, Teki Latex fonde le groupe Baldazz avec le rappeur Tido Berman, rencontré sur une scène de rap à Beaugrenelle. Leur concepteur musical est alors DJ Cruz. Ils enregistrent un an plus tard leur premier titre officiel Ghetto Circus aux côtés de Naja sur la compilation rap Vague nocturne.

### Période TTC (1999–2007)
La structure de Baldazz sera brève car en 1997 le cousin de Teki Latex, Cuizinier, rejoint le groupe qui devient Tekilatex-Tidoberman-Cuizinier (TTC). Ghetto Circus est crédité sous le nouveau nom du groupe peu de temps après. Autre changement, DJ Cruz part de la formation et un jeune DJ versaillais membre du Klub des Loosers, DJ Orgasmic, devient leur nouveau concepteur musical. Il est épaulé de temps en temps par deux autres producteurs, Mr. Flash et DJ Fab (La Caution). Les inspirations de Teki Latex sont alors tournées vers le rap underground comme Company Flow et Indelible's MC's.
Le groupe apparaît sur des mixtapes dans la fin des années 1990 avec parmi elles : Colis Suspect I et II, les deux premiers volets de Néochrome, Un jour peut-être ou encore Hétéroclick. Ils vont également régulièrement en radio pour réaliser des freestyles avec des rappeurs rencontrés chez DJ Cruz : ATK, La Caution, CMP ou encore Saphir. En 2000 sort sur le label Kerozen la mixtape L'Antre de la folie où de nombreux artistes de la scène underground française sont représentés comme Klub des loosers, l'Armée des 12, Cyanure, Assassin et Triptik. Certains artistes internationaux comme Killa Kela, DJ Vadim et Pijall y participent également. En 1999 sort le premier EP de TTC, Game Over 99, sur le label indépendant [Cro2]ozome, et produit par Mr. Flash. Sur un sample du jeu vidéo Super Mario Bros, le morceau est remarqué par le label britannique Big Dada, qui signera les prochains EP et albums de TTC. Leguman/Subway en 2001 sera leur premier EP sous ce label. Toujours en 2001, TTC réalise plusieurs concerts au Batofar, ainsi qu'une émission appelée Grekfrites (CanalWeb) animée par Teki Latex. L'EP Élémentaire suivra.
Un super-groupe est créé au début des années 2000 avec l'Armée des 12, leur premier album s'intitule Cadavre exquis. Il est composé de TTC, La Caution et Saphir. En avril 2002 sort Ceci n'est pas un disque, le premier album de TTC, produit par Big Dada. Divers producteurs interviennent sur l'album incluant Tido Berman, Para One, Tacteel, DJ Vadim, Mr. Flash et DJ Fab. Le clip (Je n'arrive pas à) danser est réalisé par Kim Chapiron avec la participation de nombreux proches du groupe La Caution, Mouloud Achour, Cyanure (ATK), Crapulomic (Dyslexie) et Fuzati.
En 2003, Teki Latex cofonde le label Institubes avec Tacteel, Jean-René Étienne, Aaron Krickstein et OrioG,. La première sortie sous ce label est l'album Buffet des anciens élèves du groupe L'Atelier. D'autres groupes sont produits comme Para One, Surkin ou Das Glow. L'atelier est un groupe réunissant Teki Latex, Fuzati, Cyanure, James Delleck, Tacteel et Para One dont l'unique album s'intitule Buffet des anciens élèves en 2003.
Le mois d'octobre 2004 voit la sortie du deuxième album de TTC intitulé Bâtards sensibles. Les producteurs ne sont plus Mr.Flash ou DJ Fab mais Tacteel, Para One et DJ Orgasmic (déjà présent sur Ceci n'est pas un disque). L'album est de style electro. Un large public achète cet album et permet au groupe d'accéder aux radios et émissions de télé grand public. TTC est d'ailleurs nommé aux Victoires de la musique 2005 dans la catégorie « album rap/RnB de l'année ». Pour les besoins de l'album, Teki Latex fait appel à l'artiste graphiste Akroe pour le design au style futuriste de la pochette Bâtards Sensibles et le logo TTC.
Teki Latex revient sur le titre Girlfriend lors d'une interview, qu'il assume en tant que somme de références personnelles, mais dont il n'appréciera pas la récupération du grand public (qu'il qualifiera proche de Patrick Sébastien). En 2015, il qualifie le titre de « dégueulasse ». Les années 2005 et 2006 sont presque entièrement consacrées aux tournées (dans le club tour) à la suite de l'album Bâtards sensibles ainsi que des projets solos de Cuizinier (Pour les filles vol. I et II), de Para One (Épiphanie) et la préparation du troisième album du groupe. Le 26 décembre 2006 sort le troisième album 3615 TTC.

### Party de plaisir(2007–2012)

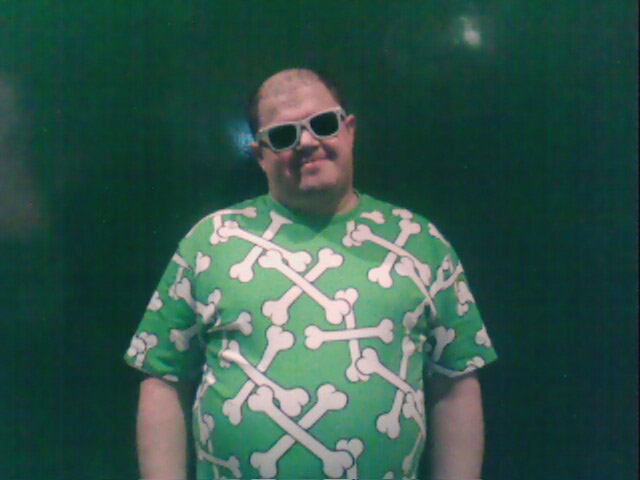
Teki Latex, avant un concert à Lille.

Le premier album solo Party de plaisir annoncé en avril 2007 au label Virgin est finalement publié en juin 2007 au label Capitol/EMI, comprenant une nouvelle piste en collaboration avec Katerine. L'accueil mitigé réservé à l'album donne à penser que le public habituel ne s'y retrouve pas. Le single Les Matins de Paris, duo avec la chanteuse Lio, est publié en février 2007 en format digital et vinyle. Celui-ci devient un tube en France atteignant le top 15. En 2008, en soutien à Akroe sortant une nouvelle collection de vêtements appelée The Future (chez Sixpack), Tekilatex et DJ Orgasmic publient l'EP The Sixpack Anthem.
En 2009, il sort l'album Mes pelures sont plus belles que vos fruits, puis met fin à sa carrière de rappeur pour se consacrer au DJing dans le domaine de la musique électronique,. La même année, il fonde la coentreprise house Sound Pellegrino, avec DJ Orgasmic. Sound Pellegrino est un sous-label d'Institubes devenu indépendant à la fermeture de ce dernier en 2011. Le label produit plusieurs artistes internationaux : Noob, Maelstrom, Para One, High Powered Boy, Teki Latex et Matthias Zimmermann. Teki Latex et DJ Orgasmic créent également en 2009 le groupe Sound Pellegrino Thermal Team. L'EP Activate/I Be est publié en octobre 2012.
Le début des années 2010 assiste à la sortie de plusieurs EP/singles dont Answers / Dinosaurs With Guns / I Was Sober et Strange Touch (My House)/ Ice Palace. En 2011, la mixtape Missing Link est publiée chez Marble (label fondé par Para One, Surkin et Bobmo). 

### Overdrive Infinity(2013–2016)

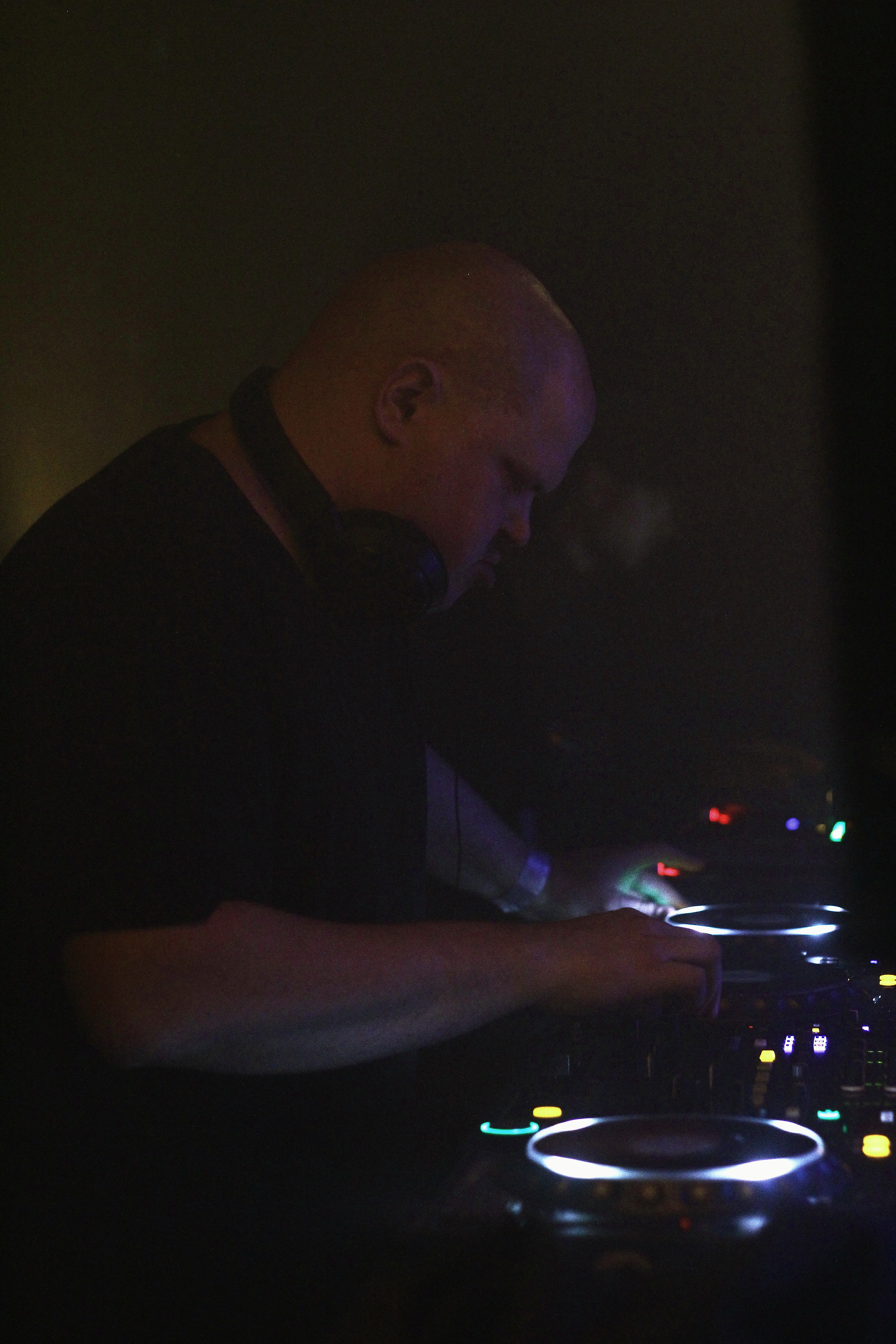
Teki Latex en 2014.

En janvier 2013, Teki Latex annonce son désir de sortir un deuxième album solo. Le 22 novembre 2013, le premier épisode de l'émission de Teki Latex, Overdrive Infinity, est diffusée et sera diffusée tous les vendredis de 20h00 à 22h00 sur Dailymotion. Il s'agit d'un showcase durant lequel Teki Latex présente des invités internationaux qui effectuent leur sets entourés de danseurs.
Le 5 juin 2015, Teki Latex toujours dans l'émission Overdrive Infinity orchestre un set de 10 heures d'affilée de midi à 22 heures, ce qui est considéré par certains médias comme une première dans le deejaying français. En 2016, une explosion de gaz dans un immeuble voisin du studio met fin à l'émission.

### Boiler Room France(depuis 2016)
Depuis avril 2016, Teki Latex assure la programmation des soirées Boiler Room à Paris.
En février 2020, Teki Latex obtient une résidence sur l'émission BBC Residency de la radio anglaise BBC Radio 1.

## Activités annexes
De 1998 au début des années 2000, Teki Latex travaille pour le mensuel rap Radikal sous le pseudonyme Dr Feelgood[réf. nécessaire].

## Discographie

### Albums studio
- 2007 : Party de plaisir
- 2009 : Mes pelures sont plus belles que vos fruits

### EPs
- 2010 : Answers / Dinosaurs With Guns / I Was Sober
- 2012 : Dinosaurs With Guns Remixes

### Apparitions
- 2004 : Boyz Wanna Have Fun avec dDamage (Tsunami-Addiction)
- 2005 : Pimp Under Glass / Swiss Robot Girl - St Plomb avec Teki Latex, Cuizinier et Paris The Black Fu (Pimp Under Glass / Swiss Robot Girl 12")
- 2005 : La Roue de la fortune - Les Gourmets (avec Teki Latex et Fayce le Virus (Le Plus Gourmand))
- 2007 : Week-end - Butter Bullets avec Teki Latex et DJ Raze (Crack Bizzz)
- 2008 : Tes états d'âme Éric - Leslie avec Teki Latex (reprise de Luna Parker) (Album de Leslie - Futur 80)
- 2008 : Slow Down Remix / Let's Ride Megamix[17] Gonzales avec Teki Latex (Soft Power)
- 2008 : Institubes Express 999 - David Rubato avec Teki Latex et Manda Djinn (Institubes Express 999 7")
- 2008 : École buissonnière - Charly Greane avec Teki Latex (École buissonière Single)
- 2008 : White Knight Two - Surkin (Orgasmic Mix avec Tekitek et Cuizinier) (White Knight Two Mark II)
- 2008 : BBB Dance - Brilliant Big Boys Dance - Gaines avec Teki Latex et Big-O (ROC TRAX presents Lesson.05)
- 2009 : Inne På Klubben  - Alexis Weak avec Tekitek
- 2009 : Juste pour le flirt - Numéro# (avec Teki Latex)
- 2009 : Mes pelures sont plus belles que vos fruits
- 2009 : Jouir Sur Le Visage avec Jean Nipon (Booty Call Records / Ice & Titties Mix CD)
- 2010 : Hyper Là (prod. Nat Self) (Teki Latex avec Jérôme Echenoz)
- 2010 : Answers / Dinosaurs With Guns / I Was Sober EP (produit par Renaissance Man, Noob, et Orgasmic)
- 2010 : Dinosaurs With Guns Remixes (remixes par TWR72, Bobmo, Funkin Matt et Canblaster)
- 2011 : Cadillac Dreams (avec Teki Latex) - Birdy Nam Nam (extrait de l'album Defiant Order)
- 2023 : Nos Meilleures Vies (feat. Teki Latex)[18] - Chilly Gonzales, Teki Latex (extrait de l'album French Kiss)

## Classements
| Date        | Titre            | Classement | Nombre de semaines |
| ----------- | ---------------- | ---------- | ------------------ |
| 4 juin 2007 | Party de Plaisir | no 75      | 1 semaine* 2005 :  |

## Clips
- 2006 : Disco dance with you - Teki Latex (réalisé par Out One)
- 2007 : Les Matins de Paris - Teki Latex avec Lio
- 2009 : Inne På Klubben - Alexis Weak avec Tekitek
- 2010 : Dinosaurs With Guns (Réal. par BMetFils)

## Filmographie
- 2002 : Easy Pizza Riderz de Romain Gavras
- 2002 : Megalopolis de Romain Gavras
- 2021 : Les Olympiades de Jacques Audiard